# ティエリー・スモール
ティエリー・スモール（Thierry Small, 2004年8月1日 - ）は、イングランド・ウェスト・ミッドランズ州ソリフル出身のサッカー選手。プレストン・ノースエンドFC所属。ポジションはDF。

## クラブ経歴
7歳の時にウェスト・ブロムウィッチ・アルビオンFCのユースアカデミーに入所し、5年間在籍した後、2016年にエヴァートンFCのユースアカデミーに入所。2020年2月に15歳ながら早くもU-18チームに昇格。更に11月には一気にU-23チームに昇格し、『イングランドの新星SB』として注目を集める。更に2021年1月にはトップチームにも招集され、24日のFAカップのシェフィールド・ウェンズデーFC戦で、16歳176日でトップチームデビュー。2008年にジョセ・バクスターが記録したエヴァートン史上最年少出場を15日更新した。その後4月にクラブから3年契約を提示されたものの、スモール側がまだ同意していないと報じられると、アーセナルFCやマンチェスター・ユナイテッドFCをはじめ、FCバイエルン・ミュンヘンやユヴェントスFCなどが、スモールの獲得を検討していると報じられた。
2021年8月23日、サウサンプトンFCと3年契約を締結したことが発表された。2022年7月26日、ポート・ヴェイルFCにシーズン終了までのレンタルで移籍。2023年1月31日、セント・ミレンFCにシーズン終了までのレンタルで移籍。2023年8月26日、再びセント・ミレンにレンタル移籍。
2024年2月2日、チャールトン・アスレティックFCに移籍した。
2025年6月6日、チャールトンとの契約満了でフリーとなったスモールはプレストン・ノースエンドFCに移籍した。契約期間は4年でチャールトンには育成補償金が支払われる。